# IC 2140
IC 2140 је збијено звјездано јато у сазвјежђу Трпеза које се налази на листи објеката дубоког неба у Индекс каталогу.
Деклинација објекта је - 75° 22' 31" а ректасцензија 5h 33m 22,0s. IC 2140 је још познат и под ознакама ESO 33-SC24.